# Рептилії Резолюції 6 Бернської конвенції, для яких Україна створює мережу Емеральд (Смарагдову мережу)
У 1996 р. Постійний комітет Бернської конвенції прийняв Резолюцію 6 — Перелік видів, що потребують спеціальних заходів збереження їхніх оселищ, включаючи мігруючі види (Listing the species requiring specifichabitat conservation measures).
У 2019 ГО «Українська природоохоронна група» видала довідник, що містить Список видів тварин Резолюції 6 Бернської конвенції, для яких Україна створює мережу Емеральд (Смарагдову мережу) в розрізі біогеографічних регіонів.
| Код  | Латинська назва       | Українська назва             | Біогеографічні регіони | Біогеографічні регіони | Біогеографічні регіони | Біогеографічні регіони |
| Код  | Латинська назва       | Українська назва             | Континентальний        | Альпійський            | Паннонський            | Степовий               |
| ---- | --------------------- | ---------------------------- | ---------------------- | ---------------------- | ---------------------- | ---------------------- |
| 1220 | Emys orbicularis      | Болотна черепаха європейська | +                      | +                      | +                      | +                      |
| 1279 | Elaphe quatuorlineata | Полоз чотирилінійний         |                        |                        |                        | +                      |
| 1298 | Vipera ursinii        | Гадюка степова               | +                      |                        |                        | +                      |
| 1293 | Elaphe situla         | Полоз леопардовий            |                        |                        |                        | +                      |

Всі види плазунів, занесені до Резолюції, охороняються в Європі рядом інших природоохоронних документів. 